# Таран, Руслана Алексеевна
Руслана Алексеевна Таран (укр. Руслана Олексіївна Таран; 27 октября 1970, Евпатория) — украинская яхтсменка, трёхкратный призёр Олимпийских игр, трёхкратный чемпион мира.

## Биография
Родилась в Евпатории 27 октября 1970 года. Заниматься парусным спортом начала в восемь лет, в яхт-клуб её привел брат. Начала с класса «Оптимист», затем немного ходила на «Кадете», а потом уже был класс «470».
Выиграла Кубок СССР и вошла в сборную. Шестикратная чемпионка Европы.
Руслана Таран тренировалась в Днепропетровске.
На олимпиадах в Атланте и Сиднее Руслана становилась бронзовым призёром в классе яхт «470» в паре с Е. И. Пахольчик.
Олимпийскую медаль афинской Олимпиады Руслана выиграла в классе Инглинг (совместно с А. Г. Калининой и С. В. Матевушевой). Многократная чемпионка мира в классе «470».
Тренеры — Гуреев, Василий Николаевич, Цалик Дмитрий Александрович.
Тренер Виктор Владимирович Коваленко. Участница украинской команды «Transbunker Sailing Team». Много лет проживала в Афинах в Греции.

## Статистика

### 470
Шкотовая — Пахольчик, Елена Ивановна
| Соревнование/Год            | 1995 | 1996 | 1997 | 1998 | 1999 | 2000 |
| --------------------------- | ---- | ---- | ---- | ---- | ---- | ---- |
| Летние Олимпийские игры     | -    | 3    | -    | -    | -    | 3    |
| Чемпионат мира в классе 470 | 2    | -    | 1    | 1    | 1    | -    |

### Инглинг
Выступала совместно с А. Г. Калининой и С. В. Матевушевой.
| Соревнование/Год        | 2004 |
| ----------------------- | ---- |
| Летние Олимпийские игры | 2    |

## Государственные и международные награды, премии и стипендии
- Лауреат премии ИСАФ: "Яхтсмен 1997 года"[англ.] (совместно с Еленой Пахольчик).
- Почётный знак отличия Президента Украины (07.08.1996)[2]
- Орден «За заслуги» ІІ степени (21.08.1999)[3]
- Премия Кабинета Министров Украины за вклад молодёжи в развитие государства (23.06.2000)[4]
- Орден княгини Ольги III-й степени (06.10.2000)[5]
- Почётная грамота Кабинета Министров Украины (27.11.2002)[6]
- Орден княгини Ольги II-й степени (18.09.2004)[7]
- Стипендия Президента Украины для знаменитых спортсменов и тренеров Украины по олимпийским видам спорта в размере 9000 гривен (совместно с тренером Гуреевым В. Н.) (04.10.2005)[8]
- Стипендия Президента Украины для знаменитых спортсменов и тренеров Украины по олимпийским видам спорта в размере 4000 гривен (совместно с тренером Цаликом Д. А.) (18.01.2007)[9]